# Casemiro
Carlos Henrique Casimero, känd som Casemiro, född 23 februari 1992 i São José dos Campos, São Paulo, är en brasiliansk fotbollsspelare (mittfältare) som spelar för Manchester United i Premier League. Han representerar även det brasilianska landslaget.

## Klubbkarriär

### São Paulo
Casemiro inledde sin fotbollskarriär i São Paulo FC:s ungdomsverksamhet.

### Real Madrid
Den 31 januari 2013 lånades Casemiro ut till Real Madrid Castilla. Han debuterade för Real Madrid i La Liga den 20 april 2013 i en 3-1-vinst över Real Betis. Den 1 juli 2013 meddelade Real Madrid att de köpt loss Casemiro från São Paulo.

### Porto
Säsongen 2014-2015 spenderade Casemiro på lån i Porto.

### Manchester United
Den 22 augusti 2022 värvades Casemiro av Manchester United, där han skrev på ett fyraårskontrakt med en option på ett ytterligare år.

## Landslagskarriär
Casemiro debuterade för det brasilianska seniorlaget den 14 september 2011. Han blev uttagen av tränaren Dunga i den brasilianska truppen för Copa América 2015, men spelade inga matcher under kvartsfinalsortin i Chile.
Den 5 maj 2016 blev han uttagen bland de 23 spelare som skulle representera Brasilien i Copa América Centenario som skulle hållas i USA. I maj 2018 blev Casemiro utvald av tränaren Tite till VM i fotboll 2018 i Ryssland.
I maj 2019 blev han inkluderad i Brasiliens 23-mannatrupp för Copa América 2019 på hemmaplan. Han blev uttagen till Copa América 2021 den 9 juni 2021. Den 7 november 2022 blev Casemiro uttagen till VM 2022 i Qatar.

## Meriter

### São Paulo
- Copa Sudamericana: 2012

### Real Madrid
- La Liga: 2016/2017, 2019/2020, 2021/2022
- UEFA Champions League: 2013/2014, 2015/2016, 2016/2017, 2017/2018, 2021/2022
- Spanska cupen: 2013/2014
- Spanska supercupen: 2017, 2019, 2021
- UEFA Super Cup: 2016, 2017, 2022
- VM för klubblag: 2016, 2017, 2018

### Manchester United
- Engelska Ligacupen: 2022/2023
- Engelska FA cupen 2023/2024

### Webbkällor
- Casemiro på Soccerway (engelska)
- Casemiro på National-Football-Teams.com (engelska)